# 内外カーボンインキ
内外カーボンインキ株式会社（ないがいカーボンインキ）は大阪府高槻市に本社を置き、カーボン印刷洋紙用の複写カーボンインキなどを製造する会社である。世界で初めてカーボン複写紙用のカーボンインキを発明した。

## 事業所
- 本社工場：大阪府高槻市上土室6丁目17番1号
- 関東久喜工場：埼玉県久喜市清久町2番地7
- 宇治田原工場：京都府綴喜郡宇治田原町大字立川小字金井谷19-14
- 東京支店：東京都千代田区飯田橋3丁目11番14号 G.S千代田ビル4F
- 福岡営業所：福岡市博多区半道橋1丁目5番36号
- 仙台営業所：宮城県仙台市宮城野区高砂1丁目24番15号
- 名古屋営業所：愛知県名古屋市千種区茶屋が坂1丁目14番8号